# Trichoniscus korsakovi
Trichoniscus korsakovi is een pissebed uit de familie Trichoniscidae. De wetenschappelijke naam van de soort is voor het eerst geldig gepubliceerd in 1947 door Albert Vandel.